# Elizabeth (Indiana)
Elizabeth és un poble dels Estats Units a l'estat d'Indiana. Segons el cens del 2000 tenia 137 habitants.

## Demografia
Segons el cens del 2000, Elizabeth tenia 137 habitants, 53 habitatges, i 36 famílies. La densitat de població era de 377,8 habitants/km².
Dels 53 habitatges en un 32,1% hi vivien nens de menys de 18 anys, en un 56,6% hi vivien parelles casades, en un 11,3% dones solteres, i en un 30,2% no eren unitats familiars. En el 26,4% dels habitatges hi vivien persones soles el 18,9% de les quals corresponia a persones de 65 anys o més que vivien soles. El nombre mitjà de persones vivint en cada habitatge era de 2,58 i el nombre mitjà de persones que vivien en cada família era de 3,16.
Per edats la població es repartia de la següent manera: un 27% tenia menys de 18 anys, un 7,3% entre 18 i 24, un 26,3% entre 25 i 44, un 21,9% de 45 a 60 i un 17,5% 65 anys o més.
L'edat mediana era de 37 anys. Per cada 100 dones de 18 o més anys hi havia 75,4 homes.
La renda mediana per habitatge era de 31.563$ i la renda mediana per família de 38.250$. Els homes tenien una renda mediana de 23.523$ mentre que les dones 19.063$. La renda per capita de la població era de 15.208$. Entorn del 8,6% de les famílies i el 10,2% de la població estaven per davall del llindar de pobresa.

## Poblacions més properes
El següent diagrama mostra les poblacions més properes.